# サンディ (サンディ・デニーのアルバム)
| 専門評論家によるレビュー      | 専門評論家によるレビュー |
| レビュー・スコア              | レビュー・スコア         |
| 出典                          | 評価                     |
| ----------------------------- | ------------------------ |
| オールミュージック            | [ 2 ]                    |
| Encyclopedia of Popular Music | [ 3 ]                    |

『サンディ』（原題：Sandy）は、イギリスのフォーク・ロック・ミュージシャン、 サンディ・デニーによる2枚目のソロアルバム。このアルバムはデビューソロアルバム『海と私のねじれたキャンドル』を宣伝するためのUKツアーが1971年11月初旬に終了した2週間後に制作開始され、1972年にリリースされた。 

## 履歴
アルバムのために最初に録音された曲は、リチャード・ファリーニャの歌詞をアイルランドの伝統的なメロディ「マイ・ラガン・ラブ」に合わせた「クワイエット・ジョイズ・オブ・ブラザーフッド」で、デニーの野心的なマルチトラック・ヴォーカル・アレンジは、ブルガリア共和国のアンサンブルにインスパイアされたものだった。デモ・セッションはオックスフォードシャーに最近建設されたばかりのリチャード・ブランソンのヴァージン・レーベルが所有する最初のスタジオであるマナー・スタジオで行われた。ここでデニーは同時代の仲間たちとロックンロール時代のスタンダードを集めた「The Bunch」という一回限りのプロジェクトを録音し、「Rock On」というタイトルでリリースした。このコレクションはトレヴァー・ルーカスがアイランド・レコードのプロデューサーとしてのデビュー作であり、彼は『サンディ』で指揮を執った。このアルバムでは再びジョン・ウッドがエンジニアリングを担当した。 マナーでのセッションでは "Sweet Rosemary"、"The Lady"、"The Music Weaver"、"Listen Listen"、"For Nobody to Hear"、"Bushes and Briars "のラフ・ヴァージョンが制作された。 さらに2つのトラックが開始されましたが、完了していなかった：仲間のフォーク・シンガー、アン・ブリッグスの "Go Your Own Way My Love "のカバー・ヴァージョンとデニーのオリジナル曲 「アフター・ハロウィーン (After Halloween)」で、後者は3年後にフェアポート・コンヴェンションのアルバム『ライジング・フォー・ザ・ムーン (Rising for the Moon)』でリワークされた。
アルバムの全曲は、4月末から5月下旬にかけて、サウンド・テクニックズとアイランド・スタジオで5回ほどのセッションを経て完成し、その間にハリー・ロビンソンによるストリングス・アレンジが加えられた。 さらにデニーの作曲した「イット・スーツ・ミー・ウェル (It Suits Me Well)」と「イットル・テイク・ア・ロング・タイム (It'll Take A Long Time)」が録音された。「トゥモロウ・イズ・ア・ロング・タイム (Tomorrow Is a Long Time)」のカバー（今ではユビキタスなボブ・ディランのカバー）がLPを完成させた。 アラン・トゥーサンによる「フォー・ノーバディ・トゥ・ヒア (For Nobody To Hear)」のブラスアレンジは、ルイジアナ州バトンルージュのDeep South Studioで録音された。 
ゲストミュージシャンには、 フェアポート・コンヴェンションの同僚であるリチャード・トンプソンとデイヴ・スウォーブリック、フライング・ブリトー・ブラザーズのスチールギターの名手、スニーキー・ピート・クライノウ(Sneaky Pete Kleinow)、バッキングボーカルに友人で歌手仲間のリンダ・トンプソンが参加している。 
このアルバムは当初、デヴィッド・ベイリーが撮影した写真を前面にあしらった見開きジャケットで発売され、デニーのパブリック・イメージを決定づけることになった。LPの見開きにはデニー自身が手書きで書いた歌詞と、トレヴァー・ルーカスの妹でイラストレーターのマリオン・アプルトンが描いた花束で縁取られていた。裏表紙にはトラックリストとクレジットが掲載されていた。ラジオ・ワンのDJトニー・ブラックバーンは、1972年9月にアルバムのリード・シングル「リスン、リスン (Listen, Listen)」を今週のシングルに選んだ。

## トラックリスト
特記あるものを除き、全曲サンディ・デニーの作詞作曲 
1. 「イットル・テイク・ア・ロング・タイム - It'll Take a Long Time」- 5:13
2. 「スウィート・ローズマリー - Sweet Rosemary」- 2:29
3. 「フォー・ノーバディ・トゥ・ヒア - For Nobody to Hear」- 4:14
4. 「トゥモロウ・イズ・ア・ロング・タイム - Tomorrow Is a Long Time」（ボブ・ディラン）- 3:56
5. 「クワイエット・ジョイズ・オブ・ブラザーフッド - The Quiet Joys of Brotherhood」（音楽：トラディショナル、歌詞： リチャード・ファリーニャ） - 4:28
6. 「リスン、リスン - Listen, Listen」- 3:58
7. 「レディ - The Lady」- 4:01
8. 「ブッシュズ・アンド・ブライヤー Bushes and Briars」- 3:53
9. 「 イット・スーツ・ミー・ウェル - It Suits Me Well 」-5:05
10. 「ザ・ミュージック・ウィーヴァー - The Music Weaver」- 3:19

リマスタリングおよび再発行されたバージョンには、5つのボーナストラックが含まれている。 
1. 「ヒア・イン・サイレンス - Here In Silence」（ピーター・エルフォード、ドン・フレイザー）- 3:53 [8]
2. 「マン・オブ・アイアン - Man of Iron」（エルフォード、フレイザー）- 7:40
3. 「スウィート・ローズマリー - Sweet Rosemay」[デモ版]- 3:00 [9]
4. 「 リッスン、リッスン (フランス語ヴァージョン)   - Ecoute、Ecoute」 - 3:59[10]
5. 「イットル・テイク・ア・ロング・タイム - It'll Take a Long Time」[Live Version] - 5:22

## パーソネル
- サンディ・デニー - リードボーカル、アコースティックギター(2, 6, 8) 2、6、8 (2, 6, 8) 、ピアノ(7, 9, 10)
- リチャード・トンプソン - エレクトリックギター(1-4, 8, 9) 、アコースティックギター(1, 4) 、マンドリン(6)
- トレヴァー・ルーカス - アコースティックギター(4, 9)
- スニーキー・ピート・クライノウ - ペダルスチールギター(1, 4)
- デイヴ・スウォーブリック - (2, 5, 10)
- ジョン・バンドリック - オルガン(1) 、ピアノ(4)
- パット・ドナルドソン -　ベース(1-4, 6, 8, 9)
- ティミ・ドナルド - ドラムス(1-4, 6, 8, 9)
- ジョン・カークパトリック - コンサーティーナ(9)
- リンダ・トンプソン - ボーカル(4)
- ハリー・ロビンソン - ストリング・アレンジメント(6, 7, 10)
- アラン・トゥーサン - ブラス・アレンジメント(3)
- クレジットされていないミュージシャン - オートハープ(2) 、[11] ハーモニカ(9)、フルートオルガン(9)[12]

## 制作
- プロデューサー：トレヴァー・ルーカス
- レコーディングエンジニア：ジョン・ウッド、サイ・フロスト
- アートディレクション：なし
- 写真：デヴィッド・ベイリー
- 2005年再リリースへのライナーノーツ：デヴィッド・サフ